# Bartolomeo Perestrello
Bartolomeo Perestrello (1395 circa – 1457) è stato un navigatore ed esploratore portoghese.

## Biografia
Figlio di Filippo Pallastrelli e Catarina Visconti di Piacenza, fu governatore dell'isola di Porto Santo, che aveva scoperto nel 1419 insieme con João Gonçalves Zarco e Tristão Vaz Teixeira. Proveniva dai Pallastrelli, una famiglia di immigrati piacentini, e il governo dell'isola fu un premio per il successo della spedizione da lui guidata. Quando tornò in Portogallo divenne consigliere municipale di Lisbona. 
Nel corso della sua vita si sposò quattro volte: la prima con Margarida Martins, la seconda con Branca Dias, e la terza con Brites Furtado de Mendonça nel 1446. Sposò in ultime nozze Isabel Moniz da cui ebbe una figlia, Filipa Moniz Perestrello, che fu la prima moglie del navigatore Cristoforo Colombo.
I discendenti di Bartolomeo Perestrello si imparentarono con altre famiglie nobili e influenti della Madeira e del Portogallo, dando origine al ramo dei Bettencourt Perestrelo de Vasconcelos.